# Konia eisentrauti
Konia eisentrauti es una especie de peces de la familia Cichlidae en el orden de los Perciformes.

## Morfología
- Los machos pueden llegar alcanzar los  9,3 cm de longitud total.
- Número de  vértebras: 29.[2][3]

## Hábitat
Es una especie de clima tropical que vive entre 25 °C-27 °C  de temperatura.

## Distribución geográfica
Se encuentran en África: es una especie  endémica del Barombi-ma-Mbu (oeste del Camerún ).